# کارخانه نساجی گلبهار

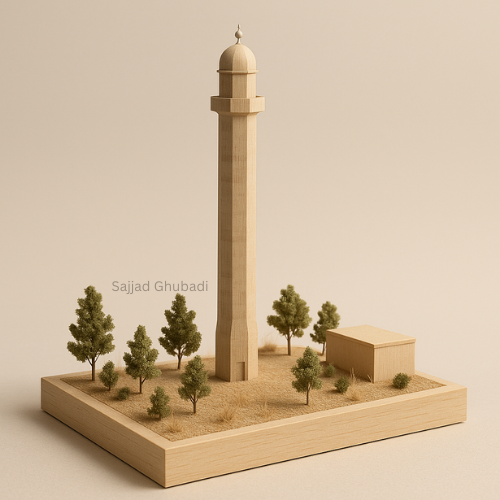

کارخانه نساجی گلبهار در ولایت کاپیسا و در حصه اول کوهستان واقع شده و یکی از بزرگ‌ترین و قدیمی‌ترین کارخانه‌های نساجی افغانستان بود.

## شرح
ساخت این کارخانه از سال ۱۳۳۲ هجری در منطقه گلبهار ولسوالی حصه اول کوهستان ولایت کاپیسا آغاز شد و در سال ۱۳۴۲ هجری افتتاح شد.
این کارخانه در آن زمان، روزانه حدود پنجاه هزار تا شصت هزار متر تکه (پارچه) تولید می‌کرد و همچنان در دو زمان کاری، ۱۲ هزار تن در آن مصروف کار بودند.
این کارخانه در دوران اوج خود نقش مهمی در اقتصاد منطقه ایفا می‌کرد و محصولاتش به کشورهای مختلف صادر می‌شد. کارخانه گلبهار همچنین در تأمین اشتغال برای هزاران نفر از ساکنان محلی و رشد اقتصادی منطقه تأثیر زیادی داشت.
یکی از ویژگی‌های برجسته کارخانه نساجی گلبهار، وجود بازار بزرگی است که در نزدیکی آن قرار دارد و به بازار شرکت معروف است. این بازار نه تنها به عنوان یک مرکز تجاری مهم برای اهالی منطقه شناخته می‌شود، بلکه دکان‌ها و فروشگاه‌های آن نیازهای روزمره مردم را تأمین می‌کنند و تبدیل به بخش جدایی‌ناپذیری از زندگی اقتصادی و اجتماعی مردم شده است.
با این حال، پس از سقوط افغانستان و آغاز جنگ‌ها، کارخانه گلبهار تعطیل شد و بسیاری از زیرساخت‌ها و تجهیزات آن آسیب دیدند. اما اخیراً تلاش‌هایی برای احیای مجدد این کارخانه و استفاده از امکانات آن در جهت ایجاد خطوط تولید جدید مانند تولید لوله و لباس برای نیروهای پولیس انجام شده است. همچنان بسیاری از مردم منطقه امیدوارند که این کارخانه به فعالیت‌های خود بازگردد و تأثیر مثبتی بر اشتغال و اقتصاد محلی داشته باشد.